# Рустамов, Вюсал Рустам оглы
Вюсал Рустам оглы Рустамов (азерб. Rüstəmov Vüsal Rüstəm oğlu, род. 3 августа 1997 года, Сумгаит, Азербайджан) — азербайджанский волейболист, связующий команды «Сумгаит» а также юношеской (U-20) и национальной сборной Азербайджана.  

## Биография
Родившийся 3 августа 1997 года Вюсал Рустамов начал заниматься волейболом в возрасте 13 лет в родном городе Сумгаите, будучи учеником  средней школы №41, в ДЮСШ города Сумгаита под руководством тренера Дильгама Гахраманова. Провел здесь 2 года.

## Клубная карьера
- 2012— н.в. — «Сумгаит»

С 2012 года выступает в команде «Сумгаит», которая ведет борьбу в чемпионате Азербайджана в зоне VII, наряду с представителями команд из городов Гусар, Губа, Хачмаз, Сиазань, Шабран, Хызы, Губадлы, Шуша и Абшерон.

## Сборная Азербайджана
С 2012 года является игроком юношеской (U-20), а с 2013 года национальной сборной Азербайджана по волейболу. В юношеской сборной выступает под №7, в национальной под №16.
3 и 4 января 2014 года, в составе юношеской сборной Азербайджана принял участие в первом квалифиционном раунде Чемпионата Европы 2014 года, где сыграл против сборных Норвегии и Англии.